# Kyrksjön, Värmland
Kyrksjön är en sjö i Torsby kommun i Värmland och ingår i Göta älvs huvudavrinningsområde. Sjön är 13,8 meter djup, har en yta på 0,0342 kvadratkilometer och är belägen 197,3 meter över havet. Sjön avvattnas av vattendraget Rottnan.

## Delavrinningsområde
Kyrksjön ingår i det delavrinningsområde (667907-132430) som SMHI kallar för Ovan VDRID = Ulvån i Rottnans vattendragsyta. Medelhöjden är 320 meter över havet och ytan är 50,52 kvadratkilometer. Räknas de 8 avrinningsområdena uppströms in blir den ackumulerade arean 366,2 kvadratkilometer. Rottnan som avvattnar avrinningsområdet har biflödesordning 3, vilket innebär att vattnet flödar genom totalt 3 vattendrag innan det når havet efter 376 kilometer. Avrinningsområdet består mestadels av skog (85 procent). Avrinningsområdet har 1,62 kvadratkilometer vattenytor vilket ger det en sjöprocent på 3,2 procent.